# Paul Sprotte
Paul Sprotte (* 15. Juni 1940 in Kunzendorf; † 5. Mai 2014 in Döbeln) war ein deutscher Politiker (DDR-CDU, ab 1990 CDU) und war zwischen 1990 und 1994 Mitglied des Sächsischen Landtages.

## Leben
Nach der Mittleren Reife war Paul Sprotte als Werkzeugmacher tätig. Später war er im VEB DBM Döbeln beschäftigt. Es folgte ein Abendstudium an der Ingenieurschule Breitenbrunn, das er im Jahr 1971 als Ingenieur für Umformtechnik abschloss, und ein Fernstudium an der Technischen Hochschule Karl-Marx-Stadt mit dem Abschluss als Dipl-Ing. für Fertigungsprozessgestaltung im Jahr 1980. Nach seiner Tätigkeit als Werkzeugmacher bis 1969 war Sprotte bis 1975 Gruppenleiter der Planung im Werkzeug- und Formenbau. Ab 1976 war er Abteilungsleiter für Technik im Werkzeug- und Formenbau. Außerdem war er Mitglied im Betriebsrat der DBM-GmbH von Döbeln.
Paul Sprotte engagierte sich als katholischer Jugendführer. Nach dem Mauerbau im Jahr 1961 wurde er verfolgt. Von 1971 bis 1978 war er Elternaktivvorsitzender, Mitglied im Elternbeirat der Lessing-Oberschule Döbeln und leitete die Kommunale Werterhaltung. Sprotte ist Initiator und Leiter des Verbraucherschutzverbandes im Kreis Döbeln.
Sprotte war verheiratet und hatte ein Kind.

## Politik
Paul Sprotte trat im Oktober 1961 in die DDR-CDU ein. Er war stellvertretender Vorsitzender im Ortsverband und Mitglied im Kreisvorstand der CDU Döbeln. Außerdem war Sprotte Mitglied im CDA und in der überparteilichen Europa-Union Sachsen. Ab 1971 war er Abgeordneter im Kreistag Döbeln und ab Juni 1990 Vorsitzender des Kreistages und Vorsitzender des Geschäftsordnungsausschusses. Zwischen 1985 und 1990 war er Vorsitzender der Ständigen Kommission Verkehr und Nachrichten.
Im Oktober 1990 wurde Sprotte über den Wahlkreis 19 (Döbeln 1) mit 49,9 Prozent der Stimmen in den Sächsischen Landtag gewählt. Er gehörte ihm für eine Wahlperiode bis 1994 an und war Vorsitzender im Ausschuss für Bundes- und Europaangelegenheiten sowie Mitglied im Ausschuss für Wirtschaft und Arbeit.